# MBC TV
MBC TV는 대한민국 수도권을 방송권역으로 하는 지상파 방송사인 MBC가 운영하는 공중파 텔레비전 방송 채널이다.

## 개요
- 대한민국 수도권을 방송권역으로 하는 지상파 방송사인 문화방송이 운영하는 지상파 텔레비전 방송국이다. 1969년 8월 8일부터 방송을 최초 개국하였으며, 서울특별시 지역과 강원특별자치도 영서 지역 일부, 충청남도 북부 지역을 가시청권역으로서 방송 중이다. 광고방송(상업광고방송)을 실시하였다. 가상채널은 11-1번을 사용하고, 호출부호는 HLKV-DTV와 HLKV-UHDTV이다. 전국 16개의 제휴국에 프로그램을 공급하여 전국 네트워크망을 형성하고 있다.
- 편성표 (MBC TV)는 2018년 이후 홈페이지 개편으로 최근 2~3주간만 조회만 가능하다. 단, 모바일 버전에서는 이전 편성표도 조회가 가능하다.

## 개별 디자인

### 기본
- 방송 개시 시 제공 자막에 광고 주만 나열하는 것이 특징이다.[1]
- 시청 등급 화면은 2002년부터 동그라미 크게 표시되었으나, 2007년부터는 그 크기가 축소되었다.
- 1980년대부터 1990년대에 이르기까지 뉴스 및 스포츠 프로그램에서는 화면 상단 오른쪽에 작은 흰색 글씨로 된 MBC 로고가 표시되었으나, 교양 및 예능 프로그램에서는 로고가 표시되지 않았다. 이후 2000년대 초반부터는 모든 프로그램에 MBC 로고가 일괄적으로 표시되기 시작하였다.
- 뉴스 프로그램(MBC TV)의 장소의 수화방송은 MBC 뉴스 스튜디오(1990년대 ~ 2004년)가 아닌 별도 장소의 파란 바탕(2005년 ~ 이후 현재)의 모양으로 진행한다.
- 뉴스 프로그램(MBC TV)의 장소의 수화방송은 '한국 수어 통역 방송' 및 (TV 프로그램)의 수화 방송되는 해당 프로그램 참조는 '수화 통역 방송'으로 표기된다.
- 2018년부터 매년 한글날에 맞아 화면 상단 오른쪽에 문화방송이라고 한글로 표시된다.[2]
- 오늘의 방송순서 안내, 매년 1월 1일에 새로운 해인 연도 표시가 나왔다.

### 시각 표시
- 아침 시간대에 사용되는 시각 표시는 1981년에 도입되었으며,[3] 1982년 가을 개편을 통해 요일명이 추가되어 "日, 月, 火, 水, 木, 金, 土" 등의 한자가 함께 표시되었다. 이후 오랜 기간 유지되다가, 1999년 3월부터는 17년 만에 한글 전용 표기로 변경되었다.
- 본방송 시작 직전에는 약 10초간 광고가 송출되며, 이를 통해 현재 시각을 안내하는 형식을 유지하고 있다.

### 티커 표시
- 2001년 9.11 테러 계기로, 아침 시간대를 쓰이는 뉴스 티커가 신설되었다.
- 2002년 4월부터 심야 시간대를 쓰이는 뉴스 티커가 신설되었다.
- 2005년 12월부터 낮 시간대를 쓰이는 뉴스 티커가 신설되었다.

## 방송 문구 변천사

### 현재
- 문화방송은 방송통신심의위원회[4]의 심의규정을 준수합니다. (1972년 ~ 현재)
- 이 프로그램은 가상광고를 포함하고 있습니다. (스포츠, 뉴스데스크 전용)
- 이 프로그램은 간접광고 또는 가상 중간 광고를 포함하고 있습니다 (2021년 7월 1일 ~)
- 정규편성 관계로 인해 중계방송을 마칩니다. 시청자 여러분에 양해 바랍니다. (TV,라디오 전용, 1972년 ~ 현재)
- 정규편성 관계로 인해 중계방송을 마칩니다.이 방송은 계속해서 MBC 스포츠플러스 또는 SBS 스포츠 채널을 통해 직접 중계 방송을 하오니 양해 부탁드립니다. (2001년 ~ 현재)
- 정규방송 편성 관계로 (프로그램명) 중계방송을 마칩니다. 시청자 여러분의 양해를 부탁드립니다.(임시국회 기간 한정)

### 과거
- 이 프로그램은 간접광고를 포함하고 있습니다. (드라마, 예능 전용)
- 이 프로그램은 간접 · 가상광고를 포함하고 있습니다. (종합편성 전용) (2011년 ~ 2021년 6월 30일) 종료

## 연혁

### 1960년대
- 1968년 12월 31일: 시험방송 개시.
- 1969년 7월: 아폴로 11호 달 착륙 중계 방송.[5][6]
- 1969년 8월 8일: 오전 10시 MBC TV 개국(호출부호 HLAC-TV, 출력 2 kW). 광고방송(상업광고방송) 실시.
- 1969년 8월 9일: 《주말의 명화》방영 개시.
- 1969년 8월 10일: 방송 시간은 평일 오후 6시부터 오후 11시 30분까지, 토요일 오전 11시부터 오후 11시 50분까지, 일요일 오전 7시부터 오후 11시 30분까지 조정.

### 1970년대
- 1970년 10월 5일: 《MBC 뉴스데스크》방영 시작.
- 1971년 5월 24일: 마이크로웨이브구축이 완료되면서 타지역의 민방 제휴국과 동시 방송 실시
- 1971년 9월 19일: 출력을 2kW에서 10kW로 증강
- 1972년 4월 15일: 호출부호를 HLKV-TV로 변경, 송신소를 남산종합송신탑으로 이전
- 1973년 12월 3일: 제1차 에너지 파동으로 인해 평일·토요일 아침 방송 중단 (일요일 제외)
- 1976년 4월 12일: 《MBC 뉴스데스크》 시간이 밤 22시에서 밤 21시로 변경.[7]

### 1980년대
- 1980년 9월 1일: 교육방송을 정규 개시.
- 1980년 10월 6일: 방송을 6시에서 5시 30분으로 변경
- 1980년 12월 3일: 방송을 5시 30분부터 12시까지 확대.
- 1980년 12월 22일: KBS 2TV와 같이 컬러방송을 시작하여 보다 화려하고 좋은 TV 방송 개시.[8]
- 1981년 3월 2일: 평일 심야방송 폐지.
- 1981년 3월 7일: KBS 1TV와  KBS 2TV랑 같이 광고방송(상업광고방송) 개시 및 송출. MBC TV 광고방송(상업광고방송) 실시.[9]
- 1981년 5월 25일: 오전 6시부터 오전 10시까지 평일 오전 방송 재개.
- 1981년 5월 25일: 상단 좌측 아침 시간대 시각 표시 도입.
- 1981년 5월 30일: 오전 6시부터 오전 10시까지 토요일 오전 방송 재개.
- 1981년 5월 31일: 일요일 아침 방송 시작을 7시에서 6시로 변경.
- 1981년 11월 16일: 평일 오전 방송시간을 오전 6시에서 5시 30분으로 변경.
- 1982년: MBC 청룡 야구팀을 운영하면서 프로야구 중계방송 시작[10]
- 1982년 4월 2일: 10㎾ → 50㎾로 출력을 증강.
- 1982년 10월: 아침 시간대에 날짜 요일 도입.
- 1982년 12월 6일: 오전 방송 40분 축소.
- 1983년 11월 6일: 《MBC베스트셀러극장》 방송 시작.
- 1983년 12월 1일: 오전 방송 10분 축소.
- 1984년 4월 29일: 《청춘행진곡》방영 개시.
- 1984년 10월 25일: 《유쾌한 스튜디오》방송 개시.
- 1984년 12월 7일: 수요일 오후 방송 시작 시간을 오후 5시로 변경.
- 1985년 11월 9일: 《토요일 토요일은 즐거워》 방영 시작.
- 1985년 12월 21일: 수요일 오후 방송 30분 축소.
- 1985년 12월 31일: 영등포구 여의도동에 여의도 사옥이 준공되면서 신길사옥에서 방송이 송출.
- 1986년 4월 17일: 《유쾌한 스튜디오》목요일 마지막 방송. 화요일로 변경.
- 1986년 4월 29일: 《유쾌한 스튜디오》화요일 저녁 19:10 방송.
- 1986년 9월 20일 :《아시안 게임》 기간: 익일 오전 2시까지 방송시간 연장.
- 1986년 10월 5일: 《아시안 게임》폐막.
- 1986년 10월 28일: 《유쾌한 스튜디오》화요일 마지막 방송. 수요일로 이동.
- 1986년 11월 12일: 《유쾌한 스튜디오》수요일 저녁 19시 10분 방송.
- 1987년 1월 10일: 《사랑과 야망》방송 시작.
- 1987년 4월 8일: 《유쾌한 스튜디오》수요일 마지막 방송. 일요일로 이동.
- 1987년 4월 25일: 《유쾌한 스튜디오》일요일 오전 10시 10분 방송.
- 1987년 5월 17일: 《유쾌한 스튜디오》일요일 마지막 방송. 화요일 저녁 19시 10분으로 이동.
- 1987년 5월 26일: 《유쾌한 스튜디오》화요일 저녁 19시 10분 방송.
- 1987년 6월 11일: 《서머타임》제의 실시에 따라 심야 방송 개시.
- 1987년 8월 11일: 《유쾌한 스튜디오》화요일 마지막 방송. 금요일로 이동.
- 1987년 8월 28일: 《유쾌한 스튜디오》금요일 저녁 19시 10분 방송.
- 1987년 10월 5일: 문자방송의 시험방송 시작.
- 1987년 10월 9일: 《유쾌한 스튜디오》금요일 마지막방송. 목요일로 이동.
- 1987년 10월 15일: 《유쾌한 스튜디오》목요일 저녁 19시 10분 방송.
- 1987년 10월 17일: 토요일 낮 방송 개시.
- 1987년 10월 18일: 일요일 심야방송 개시.
- 1987년 11월 12일: 심야 방송 폐지.
- 1987년 12월 27일: 《사랑과 야망》종영.
- 1988년 9월 17일: 《서울 올림픽》오전 10시 방송 후 광고 1,2차 때려감. KBS 1TV의 채널 광고 24개 및 KBS 2TV의 채널 광고 37개 때려감.《서울 올림픽》대회기간 동안 익일 오전 2시까지 방송 시간 연장.[11]
- 1988년 10월 2일: 《서울올림픽》폐막.
- 1988년 11월 1일: 토요일 공휴일 심야 방송 개시.
- 1988년 11월 27일: 《일요일 일요일밤에》 방송 시작.
- 1989년 2월 4일: 신인 MC 첫 공개모집을 개최.
- 1989년 4월 22일:《통일전망대》방송 개시 및 《우정의 무대》방영 시작.
- 1989년 7월 1일: 《통일전망대》토요일 마지막 방송. 일요일로 이동.
- 1989년 7월 9일: 《MBC베스트셀러극장》종영.
- 1989년 7월 16일:《통일전망대》일요일 밤 11시 10분 방송.
- 1989년 8월 26일 : 《우정의 무대》토요일 마지막 방송. 일요일로 이동.
- 1989년 9월 2일 : 《우정의무대》일요일 오전 11시 방송.

### 1990년대
- 1990년 1월 11일: 《김형사 강형사》방송 시작.
- 1990년 4월 26일: 《유쾌한 스튜디오》목요일 마지막 방송. 토요일로 이동.
- 1990년 4월 29일:《통일전망대》일요일 마지막방송. 월요일로 이동.
- 1990년 4월 30일:《통일전망대》월요일 밤 23시 방송.
- 1990년 5월 5일: 《유쾌한 스튜디오》토요일 오후 17시 방송.
- 1990년 5월 8일: 《PD수첩》방송 개시.
- 1990년 10월 13일: 《김형사 강형사》종영. 《유쾌한 스튜디오》토요일 오후 17시 마지막 방송. 토요일 오후 17시에서 18시로 변경.
- 1990년 10월 20일: 《유쾌한 스튜디오》토요일 오후 18시 방송.
- 1991년 1월 17일: 걸프전쟁으로 인해 정규방송만 중단 뉴스특보와 긴급토론 연속 방송.
- 1991년 1월 18일: 걸프전쟁으로 인한 전기 에너지 수급 위기로 오전 방송 7시 ~ 9시 30분 및 오후 방송 17시 30분 ~ 23시 30분 체제 돌입
- 1991년 4월 20일:《유쾌한 스튜디오》토요일 마지막방송. 화요일로 이동.
- 1991년 4월 23일: 《유쾌한 스튜디오》화요일 저녁 19시 10분 방송.
- 1991년 7월 7일: 《MBC베스트극장》방영 개시.
- 1991년 10월 1일: 《유쾌한 스튜디오》화요일 마지막 방송. 일요일로 이동 및 변경.
- 1991년 10월 13일: 《유쾌한 스튜디오》일요일 오전 10시 방송.
- 1991년 12월 9일: SBS TV 개국과 함께 KBS 1TV, KBS 2TV 및 MBC TV랑 같이 광고방송(상업광고방송) 송출.[12]
- 1992년 3월 30일: 《청춘행진곡》종영.
- 1992년 4월 11일: 《특종! TV연예》방영 개시.
- 1992년 11월 18일: 《수요예술무대》방영 시작.
- 1992년 11월 19일: 《도전! 추리특급》과 《오늘은 좋은 날》방영 개시.
- 1993년 1월 31일: 《MBC베스트극장》일요일 마지막방송. 금요일로 이동.
- 1993년 2월 12일: 《MBC베스트극장》금요일 밤 22시 00분 방송.
- 1993년 4월 8일: 《오늘은 좋은 날》목요일 마지막방송. 토요일로 이동.
- 1993년 4월 17일: 《오늘은 좋은 날》토요일 저녁 18시 10분 방송.
- 1993년 5월 17일:《통일전망대》월요일 마지막방송. 93봄개편에 따라 토요일로 이동.
- 1993년 5월 26일: 《경찰청 사람들》방송 개시.
- 1993년 6월 5일: 《통일전망대》토요일 밤 23시 25분 방송.
- 1993년 10월 16일: 《통일전망대》토요일 마지막방송. 일요일로 이동.《특종! TV연예》종영.
- 1993년 10월 17일: 《유쾌한 스튜디오》종영.
- 1993년 10월 23일: 《김한길과 사람들》방송 시작.
- 1993년 10월 24일: 《통일전망대》일요일 아침 7시 10분 방송.
- 1993년 10월 29일: 《출발! 비디오 여행》방영 개시.
- 1993년 11월: 모든 프로그램 제공 광고주 가로쓰기 도입. (1997년 12월 15일 뉴스로 부분 시작)
- 1994년 2월 11일: 금요일 공휴일 심야 방송 개시 (금: 밤 0시 ~ 새벽 1시까지)
- 1994년 2월 27일: 《시사매거진 2580》 방영 시작.
- 1994년 4월 7일: 《도전! 추리특급》목요일 마지막 방송. 금요일로 이동.
- 1994년 4월 11일: 《생방송 변호사》방송 시작.
- 1994년 4월 15일: 《도전! 추리특급》금요일 저녁 20시 5분 방송.
- 1994년 6월 11일:《오늘은 좋은 날》토요일 마지막방송. 화요일로 이동.
- 1994년 6월 14일: 《오늘은 좋은 날》화요일 저녁 19시 10분 방송.
- 1994년 7월 23일: MBC 뉴스데스크에 진행을 한 신경민기자가 KBS 1TV의 채널에 광고 폐지와 KBS 수신료를 전기요금과 함께 징수 뉴스를 하면서 KBS는 공영방송으로서의 역할을 제대로 수행 및 국민들과의 약속을 지키겠다고 1994년 10월 1일부터 KBS 1TV의 채널만 수신료징수제도개선을 계기로 광고방송(상업광고방송) 폐지 예정.[13]
- 1994년 9월 30일: KBS 1TV의 채널은 광고방송(상업광고방송) 마지막 송출 및 KBS 2TV의 채널과 MBC TV 채널, SBS TV의 채널은 광고방송(상업광고방송) 실시.[14]
- 1994년 10월 1일: KBS 1TV의 채널은 수신료징수제도개선으로 인해서 광고방송(상업광고방송) 폐지에 따른 KBS 2TV의 채널과 SBS TV 채널 및 MBC TV 광고방송(상업광고방송) 시간 및 편성 확대.[15]
- 1994년 10월 4일: 《오늘은 좋은 날》화요일 마지막방송. 목요일로 이동.
- 1994년 10월 20일: 《오늘은 좋은 날》목요일 저녁 20시 5분 방송.
- 1994년 10월 23일: 《사랑의 스튜디오》 방송 개시.
- 1994년 10월 29일: 《테마극장》방송 시작.
- 1995년 4월 10일: 《생방송 변호사》종영.
- 1995년 4월 13일: 《오늘은 좋은 날》목요일 마지막방송. 일요일로 이동
- 1995년 4월 17일:《MBC 뉴스투데이》 방영 시작.
- 1995년 4월 15일: 《테마극장》종영.
- 1995년 4월 22일: 《테마게임》방송 시작.
- 1995년 4월 23일: 《오늘은 좋은 날》일요일 저녁 18시 방송.
- 1995년 9월 3일: 대한민국 최초로 골프 생방송 중계 성공
- 1995년 9월 4일: 심야 방송 1시간 확대 허용, 오후 방송 시작시간 변경 (오후 17시 30분 → 오후 17시)
- 1995년 10월 7일: 《테마게임》토요일 마지막방송. 월요일로 이동.
- 1995년 10월 15일: 《통일전망대》일요일 마지막방송. 토요일로 이동.
- 1995년 10월 16일: 《테마게임》월요일 저녁 18시 50분 방송.
- 1995년 10월 20일: 《도전! 추리특급》 종영.
- 1995년 10월 21일: 《통일전망대》토요일 아침 6시 35분 방송.
- 1996년 1월 8일: 《테마게임》월요일 마지막방송. 토요일로 이동. 《김한길과 사람들》종영.
- 1996년 1월 15일: 《TV동창회》방영 시작.
- 1996년 1월 20일: 《테마게임》토요일 밤 21시 45분 방송.
- 1996년 2월 28일: 《경찰청 사람들》수요일 마지막 방송. 봄 개편에  따라 화요일로 이동.
- 1996년 3월 3일:《오늘은 좋은 날》일요일 마지막방송. 금요일로 이동.
- 1996년 3월 4일: 오전 방송 2시간 확대. 《10시! 임성훈입니다》방송개시.[16]
- 1996년 3월 5일: 《경찰청 사람들》화요일 저녁 19시 30분 방송.
- 1996년 3월 7일: 《1318 힘을 내》방영 시작.
- 1996년 3월 8일: 《오늘은 좋은 날》금요일 저녁 19시 30분 방송.
- 1996년 3월 10일: 《시리즈 M》 방영 시작.
- 1996년 6월 14일: 《오늘은 좋은 날》금요일 마지막방송. 일요일로 변경.
- 1996년 6월 23일: 《오늘은 좋은 날》일요일 오후 17시 10분 방송.
- 1996년 9월: 인터넷을 통해 실시간 생중계하는 ON-Air 서비스 개시.
- 1996년 10월 13일: 《오늘은 좋은 날》일요일 마지막방송. 목요일로 이동.
- 1996년 10월 14일: 《TV동창회》종영.
- 1996년 10월 17일: 《1318 힘을 내》목요일 마지막 방송. 토요일로 이동.
- 1996년 10월 19일: 《MBC 뉴스투데이》 종영.
- 1996년 10월 24일: 《오늘은 좋은 날》목요일 저녁 19시 30분 방송.
- 1996년 10월 26일: 《1318 힘을 내》토요일 저녁 5시 10분 방송.
- 1997년 2월 1일: 《통일전망대》토요일 마지막방송. 금요일로 이동.
- 1997년 2월 14일: 《통일전망대》금요일 밤 0시 40분 방송.
- 1997년 2월 28일: 《통일전망대》 금요일 마지막방송. 목요일로 이동.
- 1997년 3월 1일: 《토요일 토요일은 즐거워》종영.
- 1997년 3월 2일: 《우정의 무대》종영.
- 1997년 3월 3일: 《해피실버 고향은 지금》방영 개시.
- 1997년 3월 6일: 《통일전망대》목요일 밤 0시 40분 방송. 시간 변경.
- 1997년 3월 13일: 《통일전망대》시간을 밤 0시 40분에서 밤 23시 50분 방송 변경.
- 1997년 5월 19일: 오후 방송 시작 시간 변경.(오후 17시 → 오후 16시) 《김국진의 스타다큐》방영 개시.[17]
- 1997년 10월 4일: 《1318 힘을 내》종영.
- 1997년 10월 22일: 《휴먼TV 즐거운 수요일》방송 시작.
- 1997년 12월 8일: 《우리말 나들이》 방영 개시.
- 1998년 1월 5일: IMF불황으로 오전 방송(6시 ~ 11시) 및 오후 방송 1시간 축소(17시).
- 1998년 1월 19일: 《생방송 화제집중》방영 시작.
- 1998년 1월 24일: 《생방송 젊은 그대》방송 시작.
- 1998년 4월 16일: 《통일전망대》종영.
- 1998년 4월 18일: 《생방송 젊은 그대》종영
- 1998년 4월 25일: 《생방송 음악캠프》 방송 시작.
- 1998년 9월 3일: 《오늘은 좋은 날》목요일 마지막방송. 일요일로 이동.
- 1998년 9월 11일: 경주 엑스포 오전 방송 1시간 확대.
- 1998년 9월 13일: 《오늘은 좋은 날》일요일 저녁 18시 방송.
- 1998년 10월 18일: 《오늘은 좋은 날》일요일 마지막방송. 수요일로 이동.
- 1998년 10월 21일: 《휴먼TV 즐거운 수요일》종영.
- 1998년 10월 23일:《10시! 임성훈입니다》종영.
- 1998년 10월 25일: 《휴먼TV 앗! 나의 실수》방송 시작.
- 1998년 10월 26일:《생방송 임성훈 이영자입니다》방영 시작.
- 1998년 10월 28일: 《오늘은 좋은 날》수요일 저녁 19시 20분 방송.
- 1999년 1월 4일: 오전 방송 시간이 낮 12시로 변경 및 오후 방송시간도 다시 오후 16시로 변경.[18]
- 1999년 1월 12일: 《경찰청 사람들》 종영.
- 1999년 1월 20일: 《오늘은 좋은 날》수요일 마지막방송. 토요일로 이동.
- 1999년 1월 23일: 《생방송음악캠프》 종영.
- 1999년 1월 25일: 《김국진의 스타다큐》방송 시간이 23시로 변경.
- 1999년 1월 30일: 《오늘은 좋은 날》토요일 오후 17시 10분 방송.
- 1999년 4월 26일:《김국진의 스타다큐》종영.
- 1999년 5월 8일: 《오늘은 좋은 날》종영.
- 1999년 5월 9일: 《섹션TV연예통신》방영 개시.
- 1999년 5월 14일: 《MBC스페셜》방영 시작.
- 1999년 5월 15일: 《생방송 음악캠프》 부활.
- 1999년 7월 11일: 《섹션TV연예통신》일요일 마지막방송. 수요일로 변경.
- 1999년 8월 4일: 《섹션TV연예통신》수요일 밤 23시 5분 방송.
- 1999년 10월 9일: 《테마게임》토요일 마지막 방송. 월요일로 이동.
- 1999년 10월 18일: 《테마게임》월요일 밤 23시 방송.
- 1999년 10월 21일: 《MBC 100분 토론》 방영 시작.
- 1999년 10월 23일: 《생방송 퀴즈가 좋다》 방영 개시.
- 1999년 11월 22일: 《테마게임》종영.

### 2000년대
- 2000년 2월 26일: 《목표달성! 토요일》 방영 시작.
- 2000년 5월 12일: 《생방송 임성훈 이영자입니다》종영.
- 2000년 5월 15일: 《피자의 아침》방송 시작. 《MBC 뉴스데스크》를 21시에서 20시55분으로 변경.[19]
- 2000년 5월 19일: 《와! e 멋진세상》방영 개시.
- 2000년 5월 20일: 《TV특종 놀라운세상》방송 개시.
- 2000년 9월 3일: 디지털 텔레비전 방송 시험방송 개시.
- 2000년 10월: 인터넷을 통해 실시간 생중계하는 ON-Air 서비스 개시.
- 2000년 10월 7일: 《해피실버 고향은 지금》평일과 토요일 마지막방송. 일요일로 이동.
- 2000년 10월 15일: 《해피실버 고향은 지금》일요일 아침 7시 40분 방송.
- 2000년 10월 27일: 《와! e 멋진세상》금요일 마지막방송. 수요일로 이동.
- 2000년 10월 28일: 《TV특종 놀라운세상》토요일 마지막 방송. 목요일로 이동. 《피자의 아침》종영.
- 2000년 11월 1일: 《와! e 멋진세상》수요일 저녁 19시 25분 방송.
- 2000년 11월 2일: 《TV특종 놀라운세상》목요일 저녁 19시 25분 방송.
- 2000년 11월 4일:《통일전망대》2년만에 부활.
- 2001년 4월 19일: 《TV특종 놀라운세상》목요일 마지막방송. 일요일로 이동.
- 2001년 4월 29일: 《TV특종 놀라운세상》일요일 낮 13시 5분 방송.
- 2001년 8월 19일: 《TV특종 놀라운세상》일요일 마지막방송. 화요일로 이동.
- 2001년 8월 20일: 《토크쇼 임성훈과 함께》 방영 시작.
- 2001년 8월 21일: 《TV특종 놀라운세상》화요일 저녁 19시 25분 방송.
- 2001년 11월 4일: 《사랑의 스튜디오》종영.
- 2001년 11월 10일: 《찾아라! 맛있는 TV》 방영 시작.
- 2001년 11월 11일: 《타임머신》방송 시작.
- 2002년 1월 1일 : MBC 방송 프로그램 방송 중 상단 오른쪽의 로고 표시 실시(MBC)
- 2002년 3월 11일:  MBC 마감뉴스를 MBC 뉴스 24로 명칭 환원.[20]
- 2002년 4월 1일: 《MBC 아침뉴스》가 《MBC 뉴스투데이》로 환원.
- 2002년 4월 3일: 《와! e 멋진세상》방송 시간이 저녁 19시 20분으로 변경.
- 2002년 4월 7일: 《신비한TV 서프라이즈》 방영 시작.
- 2002년 5월 31일: 《2002 한일 월드컵》대회 기간에는 새벽 2시까시 연장 방송.
- 2002년 10월 19일: 《목표달성! 토요일》 종영.
- 2003년 11월 15일: 《행복주식회사》 방영 개시.
- 2003년 12월: 파주 DTV중계소가 준공되어 경기북부 일부지역의 난시청을 해소
- 2004년 5월 8일: 《공감토크쇼 놀러와》 방영 개시.
- 2004년 9월 30일: 《토크쇼 임성훈과 함께》 종영 및 폐지.
- 2004년 10월 10일: 《생방송 퀴즈가 좋다》 종영.
- 2005년 1월 3일: 변경된 C.I를 화면 로고에 적용.
- 2005년 1월 23일: 《해피타임》방송 시작.
- 2005년 4월 8일: 《MBC베스트극장》금요일 마지막방송. 토요일로 이동.
- 2005년 4월 16일: 《공감토크쇼 놀러와》 토요일 마지막 방송. 금요일로 이동. 《MBC베스트극장》토요일 밤 23시 40분 방송.
- 2005년 4월 20일: 《와! e 멋진세상》종영.
- 2005년 4월 22일: 《공감토크쇼 놀러와》금요일 밤 21시 55분 방송.
- 2005년 7월 30일: 《생방송 음악캠프》 종영.
- 2005년 10월 19일: 《수요예술무대》종영.《섹션TV연예통신》수요일 마지막방송. 목요일로 이동.
- 2005년 10월 23일: 《타임머신》종영.
- 2005년 10월 26일: 《현장기록 형사》 방영 시작.
- 2005년 10월 27일: 《섹션TV연예통신》목요일 밤 23시 5분 방송.
- 2005년 10월 29일: 《쇼 음악중심》 방영 시작.[21]
- 2005년 12월 1일: 《섹션TV연예통신》목요일 마지막방송. 수요일로 이동.
- 2005년 12월 5일: 평일 낮 방송 개시, MBC 정오뉴스가 MBC 뉴스현장으로 확대 개편.
- 2005년 12월 7일: 《섹션TV연예통신》수요일 밤 23시 5분 방송.
- 2006년 4월 1일: DTV 데이터방송 시험 서비스 및 본방송 준비.
- 2006년 5월 6일: 《무한도전》 방영 시작.
- 2006년 7월 7일: 《황금어장》방영 개시.
- 2006년 11월 1일: 《섹션TV연예통신》수요일 마지막방송. 금요일로 이동.
- 2006년 11월 3일: 《공감토크쇼 놀러와》 21시 55분에서 22시 50분으로 시간 변경.
- 2006년 11월 10일: 《섹션TV연예통신》금요일 밤 21시 55분 방송.
- 2006년 11월 18일: 《MBC 베스트극장》토요일 시간이 23시 40분에서 23시 30분으로 변경.
- 2007년 1월 2일: 《MBC 뉴스현장》이 《MBC 뉴스와 경제》로 변경.
- 2007년 1월 31일: 《현장기록 형사》 종영.
- 2007년 3월 10일: 《MBC베스트극장》종영.
- 2007년 5월 19일: 《주말의 명화》토요일 마지막방송. 금요일로 이동.
- 2007년 5월 25일: 《주말의 명화》금요일 밤 1시 10분 방송.
- 2007년 5월 30일: 《황금어장 라디오스타》방영 시작.
- 2008년 3월 28일: 《공감토크쇼 놀러와》 금요일 마지막 방송. 월요일로 이동.
- 2008년 3월 31일: 《공감토크쇼 놀러와》 월요일 밤 23시 5분 방송.
- 2008년 10월 2일: 《행복주식회사》종영.
- 2008년 11월 14일: 《생방송 화제집중》종영.
- 2009년 1월 25일: 《해피실버 고향은 지금》종영.
- 2009년 2월 1일: 《그린실버 고향이 좋다》방영 시작.
- 2009년 4월 4일: 《세바퀴》방송 시작.

### 2010년대
- 2010년 7월 21일: 《나누면 행복》방송 시작.
- 2010년 10월 29일: 《섹션TV연예통신》 금요일 마지막방송. 일요일로 이동. 《주말의 명화》종영.
- 2010년 11월 7일: 《섹션TV연예통신》 일요일 오후 16시 10분 방송.
- 2011년 1월 5일: 《MBC 뉴스와 경제》가 《MBC 12시 뉴스》로 변경.
- 2011년 10월 12일: 《황금어장》종영.
- 2012년 10월 8일:  방송을 새벽 5시부터 익일 새벽 3시 30분까지 확대, 《MBC 뉴스 (500)》, 《MBC 5시 뉴스》 신설, 《MBC 930 뉴스》가 《MBC 생활뉴스》로, 《MBC 12시 뉴스》가 《MBC 정오뉴스》로 환원, 《MBC 4시 뉴스》가 《MBC 2시 뉴스》, 《MBC 3시 경제뉴스》로 개편.
- 2012년 10월 9일: 《MBC 뉴스 (1800)》가 《MBC 이브닝뉴스》로 환원 및 확대 개편.
- 2012년 11월 2일: 《MBC 5시 뉴스》 종영.
- 2012년 11월 5일: 《MBC 이브닝뉴스》 방송 시간을 평일 저녁 6시에서 평일 오후 5시로, 평일 《MBC 뉴스데스크》 방송 시간을 평일 저녁 20시 55분에서 평일 저녁 19시 55분으로 변경.[22]
- 2012년 12월 24일:《공감토크쇼 놀러와》 종영.
- 2012년 12월 30일: 《섹션TV연예통신》일요일 마지막방송. 금요일로 이동.
- 2012년 12월 31일: 지상파 아날로그 방송 송출 종료.
- 2013년 1월 1일: 24시간 종일방송 개시[23]
- 2013년 1월 4일: 《섹션TV연예통신》 금요일 밤 20시 55분 방송.
- 2013년 3월 13일: 《MBC 2시 뉴스》 종영.
- 2013년 3월 15일: 《섹션TV연예통신》 금요일 마지막방송. 일요일로 변경.
- 2013년 3월 18일: 《MBC 3시 경제뉴스》가 《MBC 3시 뉴스》로 변경.
- 2013년 3월 22일: 《나혼자산다》 신설.
- 2013년 3월 24일: 《섹션TV연예통신》 일요일 오후 15시 45분 방송.
- 2013년 8월 19일: 《MBC 3시 뉴스》가 《MBC 3시 경제뉴스》로 환원.
- 2013년 10월 16일: 지상파 디지털 TV 방송 채널 재배치.
- 2014년 5월 11일: 《그린실버 고향이 좋다》일요일 마지막방송. 목요일로 이동.
- 2014년 5월 15일: 《그린실버 고향이 좋다》목요일 저녁 18시 20분 방송.
- 2014년 6월: 백령도 진촌 중계소 전파 송출 개시.[24]
- 2014년 8월 3일: 신사옥 이전으로 인해 심야 방송 1시간 축소
- 2014년 8월 4일: 여의도 시대 마감 및 신사옥 이전 완료, 상암동 시대 개막, 서울특별시 마포구 상암동의 신사옥에서 MBC 뉴스 (500), MBC 뉴스투데이, MBC 생활뉴스, MBC 정오뉴스, MBC 3시 경제뉴스, MBC 이브닝뉴스, MBC 뉴스데스크, MBC 뉴스 24 방송 전파를 송출, 신사옥 이전으로 인해 방송 시작 시간을 임시로 오전 6시로 변경.
- 2014년 8월 5일: 방송 시작 시간을 새벽 5시로 환원.
- 2014년 11월 11일: 《TV특종 놀라운세상》종영.
- 2014년 11월 13일: 《그린실버 고향이 좋다》목요일 마지막방송. 월요일로 이동.
- 2014년 11월 17일: 《그린실버 고향이 좋다》월요일 오전 11시 방송 및《생방송 오늘저녁》방송 개시. 《MBC 3시 경제뉴스》가 《MBC 뉴스 (1500)》로 변경.
- 2015년 4월 30일:《경찰청 사람들 2015》방송 시작.
- 2015년 10월 29일: 《경찰청 사람들 2015》 종영.
- 2015년 11월 6일: 《세바퀴》 종영.
- 2016년 3월 28일: 《그린실버 고향이 좋다》 종영.
- 2016년 4월 2일: 《찾아라! 맛있는 TV》 종영.
- 2016년 4월 3일: 《해피타임》 종영.
- 2017년 4월 2일: 《일요일 일요일밤에》 종영.
- 2017년 4월 10일: 《MBC 뉴스 (1500)》가 《MBC 뉴스 M》으로 확대 개편
- 2017년 5월 31일: MBC UHD 방송개국 FM 4U와 같이 송출이다. UHD 소유권 KBS MBC EBS SBS OBS 함께한다.
- 2017년 8월 10일: 《MBC 뉴스 M》, 《MBC 뉴스 24》 종영.
- 2017년 8월 13일: 《시사매거진 2580》 재개.
- 2017년 8월 14일: 《MBC 뉴스 (500)》종영.
- 2017년 9월 4일: 공영방송 총파업으로 인해 평일 방송 1시간 축소
- 2017년 9월 16일: 공영방송 총파업으로 인해 토요일 24시간 종일 방송 중단
- 2017년 9월 17일 ~ 11월 19일: 공영방송 총파업으로 인해 일요일 방송 1시간 축소
- 2017년 11월 25일: 24시간 종일 방송 재개
- 2017년 11월 26일: 일요일 주말 방송 시작을 아침 6시에서 오전 5시로 환원
- 2017년 11월 27일: 평일 방송 시작을 아침 6시에서 오전 5시로 환원
- 2017년 12월 8일 ~ 2017년 12월 25일: 뉴스 재정비에 따라 《MBC 뉴스투데이》, 《MBC 정오뉴스》, 《MBC 이브닝뉴스》, 《MBC 뉴스데스크》가 《MBC 뉴스》로 방송.
- 2017년 12월 26일: 《MBC 생활뉴스》가 《930 MBC 뉴스》로, 《MBC 정오뉴스》가 《12 MBC 뉴스》로, 《MBC 이브닝뉴스》가 《5 MBC 뉴스》로 변경.
- 2017년 12월 30일:  24시간 종일 방송 폐지.
- 2018년 2월 4일: 《탐사기획 스트레이트》 신설.
- 2018년 3월 12일: 《5 MBC 뉴스》가 《뉴스콘서트》로 확대 개편
- 2018년 3월 18일: 《섹션TV연예통신》 일요일 마지막방송. 월요일로 이동.
- 2018년 3월 26일: 《섹션TV연예통신》 월요일 밤 20시 55분 방송.
- 2018년 3월 31일: 《무한도전》 폐지.
- 2018년 7월 6일: 《뉴스콘서트》가 《5 MBC 뉴스》로 환원.
- 2018년 9월 10일: 《MBC 뉴스 M》이 《2시 뉴스외전》으로 재신설.
- 2018년 9월 12일: 《실화탐사대》방송 개시.
- 2018년 10월 21일 : 《궁민남편》방송 시작.
- 2018년 12월 8일: 《생방송 브라보 나눔로또》가 《생방송 행복드림 로또 6/45》로 변경 및 주관방송사를 SBS에서 MBC로 변경(836회부터 방송시작) 및 관할 경찰서를 서울양천경찰서에서 서울마포경찰서로 변경.[25]
- 2019년 3월 18일 ~ 2019년 7월 12일: 《MBC 뉴스데스크》 개편에 따라 《5 MBC 뉴스》 방송 일시 중단.
- 2019년 3월 24일: 《탐사기획 스트레이트》 일요일 마지막방송. 월요일로 변경.
- 2019년 3월 25일: 《섹션TV연예통신》 월요일 마지막방송. 목요일로 변경.
- 2019년 4월 15일: 《탐사기획 스트레이트》 월요일 밤 20시 55분 방송.
- 2019년 4월 18일: 《섹션TV연예통신》 목요일 밤 23시 10분 방송.
- 2019년 5월 12일: 《궁민남편》종영.
- 2019년 7월 27일: 《놀면 뭐하니?》 방송 개시.
- 2019년 11월 1일: 《공부가 머니?》 방영 시작.

### 2020년대
- 2020년 1월 23일 : 《섹션TV연예통신》 종영.[26]
- 2020년 1월 26일 : 《끼리끼리》방송 시작.
- 2020년 1월 21일 : 《MBC 100분 토론》 화요일 마지막방송. 목요일로 이동.
- 2020년 2월 13일 : 《MBC 스페셜》이 《시리즈 M》으로 변경.
- 2020년 3월 9일 : 《부러우면 지는거다》방영 개시.
- 2020년 5월 11일 : 《탐사기획 스트레이트》 월요일 마지막방송. 일요일로 이동.
- 2020년 5월 17일 : 《끼리끼리》종영.
- 2020년 5월 25일 : MBC 부분개편 실시. MBC 일일드라마 방송시간 변경 평일 저녁 19시 20분 방송. MBC 월화드라마 밤 9시 30분 방송. 월 ~ 화 밤 10시 5분에 편성됐던 모든 시사교양 프로그램은 밤 10시 40분 방송.   스포츠 매거진, TV 예술무대 각각 일요일 오전 0시 40분, 오전 1시 40분 방송.
- 2020년 5월 31일 : 《탐사기획 스트레이트》 일요일 밤 20시 25분 방송.
- 2020년 6월 3일 : 《나누면 행복》 종영.
- 2020년 6월 20일 : 《백파더: 요리를 멈추지 마!》 신설.
- 2020년 6월 21일 : 《휴먼다큐 사람이 좋다》 종영.
- 2020년 6월 24일 : 《실화탐사대》 수요일 마지막방송. 토요일로 이동.
- 2020년 6월 25일 ~ 2020년 8월 27일 : 개편 준비로 인해 《시리즈 M》 방송 일시 중단.
- 2020년 6월 26일 : 《공부가 머니?》 금요일 마지막방송. 화요일로 이동.
- 2020년 6월 29일 : 《부러우면 지는거다》 종영.
- 2020년 7월 4일 : 《실화탐사대》 토요일 밤 8시 50분 방송.
- 2020년 7월 4일 : 《최애엔터테인먼트》 방송 시작.
- 2020년 7월 21일 : 《공부가 머니?》 화요일 밤 9시 30분 방송.
- 2020년 9월 3일 : 《시리즈 M》이 《다큐플렉스》로 변경.
- 2020년 9월 10일 : 《MBC 100분 토론》 목요일 마지막방송. 화요일로 이동.
- 2020년 9월 15일 : 《PD수첩》 화요일 밤 10시 40분 방송.
- 2020년 9월 15일 : 《MBC 100분 토론》 화요일 밤 11시 35분 방송.
- 2020년 9월 16일 : 《황금어장 라디오스타》 수요일 밤 10시 40분 방송.
- 2020년 9월 19일 : 《최애엔터테인먼트》 종영.
- 2020년 10월 20일 : 《공부가 머니?》 종영.
- 2020년 12월 22일 : 《카이로스》끝으로 MBC 월화 드라마 폐지.
- 2021년 3월 11일 : 《심야괴담회》 방송 시작.
- 2021년 2월 27일 : 《백파더: 요리를 멈추지 마!》 종영.
- 2021년 7월 1일 : KBS 2TV와 SBS TV 및 EBS 1TV, MBC TV만 지상파 중간광고 허용. 누적 방송시간이 45분 이상이면 60초 중간광고 투입.[27]
- 2021년 12월 21일 : 《MBC 100분 토론》 화요일 마지막방송. 목요일로 이동.
- 2021년 12월 22일 :《선을넘는녀석들4》종영.
- 2022년 1월 4일 : 《호적메이트》방송 개시.
- 2022년 1월 6일 : 《MBC 100분 토론》 목요일 밤 9시 방송.
- 2022년 2월 22일 :《헬로키즈 동물키즈 3》 종영.
- 2022년 2월 28일 : 《로컬 식탁》방영 시작.
- 2022년 3월 31일 : 《심야괴담회》 종영.
- 2022년 4월 2일 : 《실화탐사대》 토요일 마지막방송. 목요일로 이동
- 2022년 4월 7일 : 《MBC 100분 토론》 9시에서 10시 30분로 변경
- 2022년 4월 14일 : 《실화탐사대》 목요일 밤 9시 방송.
- 2022년 4월 14일 : 《MBC 100분 토론》 목요일 밤 10시 방송.
- 2022년 5월 4일 : 《심장이 뛴다 38.5》방송 시작.
- 2022년 5월 9일 : 《로컬 식탁》종영.
- 2022년 5월 16일 : 《오은영 리포트 결혼지옥》방송 시작.
- 2022년 5월 19일 : 《MBC 100분 토론》 목요일 마지막방송. 화요일로 이동.
- 2022년 6월 9일 : 《심야괴담회2》목요일 밤 11시 20분 방송.
- 2022년 6월 14일 : 《MBC 100분 토론》 화요일 밤 11시 30분 방송.
- 2022년 7월 13일 : 《심장이 뛴다 38.5》 종영.
- 2022년 7월 14일 : 《심야괴담회2》목요일 밤 10시 방송.
- 2022년 8월 28일 : 《물 건너온 아빠들》방영 시작.
- 2022년 11월 9일 : 《일타강사》방송 시작.
- 2023년 2월 28일 : 《PD수첩》 화요일 밤 9시 방송.
- 2023년 6월 4일 : 《물 건너온 아빠들》 종영
- 2023년 6월 8일 : 《소년판타지》 종영.
- 2023년 6월 11일 :《태어난 김에 세계일주2》《안하던 짓을 하고 그래》방영 시작.
- 2023년 6월 14일 : 《일타강사》종영.
- 2023년 6월 15일 : 《구해줘! 홈즈》 목요일 밤 10시대 로 변경.
- 2023년 6월 27일 : 《혓바닥 종합격투기 세치혀》 종영.
- 2023년 7월 4일 : 《심야괴담회3》 화요일 밤 10시 방영 시작.《MBC 100분 토론》 화요일 밤 11시 20분 방송.
- 2023년 7월 30일 : 《안하던 짓을 하고 그래》 종영.
- 2023년 8월 13일 : 《태어난 김에 세계일주2》 종영.
- 2023년 8월 20일 : 《선을 넘는 녀석들5》, 《도망쳐》 방영시작.
- 2023년 9월 17일 : 《도망쳐》종영.
- 2023년 11월 19일 : 《선을 넘는 녀석들5》 종영.
- 2023년 11월 26일 : 《태어난 김에 세계일주 3》 방영 시작.
- 2023년 11월 27일 : 《오은영 리포트 - 알콜 지옥》 방영 시작.
- 2023년 11월 28일 : 《심야괴담회3》 종영.
- 2023년 12월 4일 : 《안싸우면 다행이야》종영.
- 2023년 12월 5일 :《솔로동창회 학연》 방영 시작.
- 2023년 12월 8일 :《세계경찰 슈퍼폴》 종영.
- 2023년 12월 23일 : 《통일전망대》종영.
- 2024년 1월 29일 : 《오은영 리포트 - 알콜 지옥》 종영.
- 2024년 2월 4일 : 《태어난 김에 세계일주 3》종영.
- 2024년 2월 18일 :《대학체전 : 소년선수촌》 방영 시작
- 2024년 2월 20일 : 《솔로동창회 학연》 종영
- 2024년 4월 21일 : 《대학체전 : 소년선수촌》 종영
- 2024년 4월 29일 : 《푹 쉬면 다행이야》 방영 시작.[28]
- 2024년 5월 5일 :  《송스틸러》방영 시작.
- 2024년 5월 21일 :《장안의 화제》 방영 시작.
- 2024년 5월 28일 :《장안의 화제》  종영
- 2024년 6월 4일 : 《이 외진 마을에 왜와썹》 방영 시작.
- 2024년 6월 11일 : 《이 외진 마을에 왜와썹》 종영
- 2024년 6월 23일 :《심야괴담회4》 방영 시작.
- 2024년 6월 28일 : 《생방송 오늘 저녁》 종영
- 2024년 7월 1일 : 《오늘N》 방영 시작.
- 2024년 7월 21일 : 《송스틸러》 종영.
- 2024년 8월 13일 : 《청소광 브라이언》 방영시작.
- 2024년 8월 14일 : 《이유 있는 공간 건축 여행자》방송 시작.
- 2024년 8월 18일 : 《태어난 김에 음악일주》 방영 시작.
- 2024년 9월 25일 : 《짠남자》 방영시작.
- 2024년 10월 5일 : 《다큐플렉스》 종영
- 2024년 10월 6일 : 《태어난 김에 음악일주》 종영.
- 2024년 10월 8일: 《청소광 브라이언》 종영
- 2024년 10월 15일 :《지구를 닦는 남자들》 방영 시작.
- 2024년 10월 27일 :《심장을 울려라 강연자들》 방영 시작.
- 2024년 11월 10일 :《대장이 반찬》 방영 시작.
- 2024년 11월 13일 :《짠남자》 종영
- 2024년 11월 19일 :《지구를 닦는 남자들》 종영
- 2024년 11월 27일 : 《시골마을 이장우》 방영 시작.
- 2024년 12월 1일 : 《대장이 반찬》 종영
- 2024년 12월 3일 : 《선을 넘는 클래스》 방영 시작.
- 2024년 12월 10일 : 《헬로키즈 TV생물도감》 종영
- 2024년 12월 15일 : 《심장을 울려라 강연자들》종영
- 2024년 12월 22일 : 《심야괴담회4》 종영.
- 2024년 12월 25일 : 《시골마을 이장우》 종영.
- 2025년 1월 5일 : 《엄마를 부탁해》방송 시작.
- 2025년 1월 20일 : 《스포츠 매거진》 종영.
- 2025년 2월 3일 : 《웰컴 투 스포츠》 방영 시작.
- 2025년 2월 16일 : 《굿데이》 방영 시작.
- 2025년 2월 17일 : 《MBC 뉴스 25》 방영 시작.[29]
- 2025년 3월 19일 :《선을 넘는 클래스》 종영
- 2025년 4월 13일 : 《굿데이》 종영
- 2025년 5월 11일 : 《태어난 김에 세계일주 4》 방영시작
- 2025년 6월 29일 : 《태어난 김에 세계일주 4》 종영,《심야괴담회5》 방영시작
- 2025년 7월 5일 : 《아임 써니 땡큐》 방영 시작
- 2025년 7월 22일 : 《이유 있는 건축》 방영 시작
- 2025년 7월 23일 : 《슈팅스타》 종영.
- 2025년 8월 9일 : 《아임 써니 땡큐》종영.

## 방송 송출 시설망
MBC-TV가 운영하고 있는 방송 송출 시설망은 다음과 같다. 서울 본사 지역 내 난시청 해소를 위하여 방송망을 꾸준히 추가 구축해나가고 있는 중이다.
- 호출부호 : HLKV-DTV, HLKV-UHDTV
- 가상채널 : 11-1

| 송신소        | UHD      | UHD  | HD       | HD    | 송신소 위치                           | 비고 |
| 송신소        | 물리채널 | 출력 | 물리채널 | 출력  | 송신소 위치                           | 비고 |
| ------------- | -------- | ---- | -------- | ----- | ------------------------------------- | ---- |
| 관악산 송신소 | CH 55    | 5kW  | CH 14    | 2.5kW | 경기 안양시 동안구 비산동 산3-1       |      |
| 남산 중계소   | CH 55    | 5kW  | CH 50    | 5kW   | 서울 용산구 용산동2가 산1-3           |      |
| 불광 중계소   | CH 55    | 900W | CH 27    | 90W   | 경기 고양시 덕양구 용두동 산30-1 매봉 |      |
| 백련 중계소   | CH 55    | 900W | CH 21    | 90W   | 서울 은평구 응암1동 산7-5 백련산      |      |
| 장위 중계소   | CH 55    | 900W | CH 43    | 90W   | 서울 성북구 하월곡동 산2-1            |      |

아날로그TV
- 호출부호 : HLKV-TV

| 송신소        | 채널  | 출력 | 송신소 위치                                | 비고 |
| ------------- | ----- | ---- | ------------------------------------------ | ---- |
| 남산 송신소   | CH 11 | 50kW | 서울 용산구 용산동2가 산1-3                |      |
| 관악산 송신소 | CH 41 | 10kW | 경기 과천시 중앙동 산10                    |      |
| 불광 중계소   | CH 47 | 500W | 경기 고양시 덕양구 용두동 산30-1 매봉      |      |
| 응암 중계소   | CH 29 | 500W | 서울 은평구 응암1동 산7-5 백련산           |      |
| 성북 중계소   | CH 55 | 100W | 서울 성북구 성북동 산10-1                  |      |
| 장위 중계소   | CH 30 | 100W | 서울 성북구 하월곡동 산2-1                 |      |
| 행당 중계소   | CH 47 | 10W  | 서울 성동구 행당2동 328-1 한진아파트 106동 |      |

## 프로그램

### 드라마
| 방송 시간            | 제목                           | 광고      | 등급제 | 비고                                 |
| -------------------- | ------------------------------ | --------- | ------ | ------------------------------------ |
| 월, 화, 수, 금 19:05 | 일일 드라마 (태양을 삼킨 여자) | 가상      | 15     |                                      |
| 목 19:10             | 일일 드라마 (태양을 삼킨 여자) | 가상      | 15     |                                      |
| 금, 토 22:00         | 금토 드라마 (메리 킬즈 피플)   | 중간 60초 | 15     | 달까지 가자 (2025년 9월 19일 첫방송) |
| 일 22:00             | 일요 드라마 (카지노 시즌2)     | 중간 60초 | 15     |                                      |
| 매년 12월 30일       | MBC 연기대상                   |           | 15     | Live                                 |

### 예능
| 방송 시간      | 제목                     | 광고      | 등급제 | 비고           |
| -------------- | ------------------------ | --------- | ------ | -------------- |
| 월 21:00       | 푹 쉬면 다행이야         |           | 15     |                |
| 화 21:00       | 이유 있는 건축           |           | 15     |                |
| 수 21:00       | 미정                     |           | 15     |                |
| 수 22:30       | 라디오스타               | 중간 60초 | 15     |                |
| 목 22:00       | 구해줘! 홈즈             |           | 12     |                |
| 금 23:10       | 나 혼자 산다             | 중간 60초 | 15     |                |
| 토 15:15       | 쇼! 음악중심             |           | 15     | Live           |
| 토 18:25       | 놀면 뭐하니?             | 중간 60초 | 15     |                |
| 토 20:40       | 미정                     | 중간 60초 | 15     |                |
| 토 23:10       | 전지적 참견 시점         | 중간 60초 | 15     |                |
| 일 10:40       | 신비한TV 서프라이즈      |           | 12     |                |
| 일 12:05       | 출발! 비디오 여행        | 중간 60초 | 15     | 일부 지역 방송 |
| 일 18:10       | 미스터리 음악쇼 복면가왕 | 중간 60초 | 12     |                |
| 일 21:10       | 미정                     | 중간 60초 | 15     |                |
| 일 23:00       | 심야괴담회 5             | 중간 60초 | 15     |                |
| 매년 12월 29일 | MBC 방송연예대상         |           | 15     | Live           |
| 매년 12월 31일 | MBC 가요대제전           |           | 15     | Live           |

### 시사교양
| 방송 시간     | 제목                       | 광고      | 등급제      | 비고           | 비고           |
| ------------- | -------------------------- | --------- | ----------- | -------------- | -------------- |
| 월 ~ 목 07:50 | 생방송 오늘아침            | 중간 60초 | 15          | Live           | 일부 지역 방송 |
| 금 07:50      | 건강 하우스 깡있는 아침    |           | 12          | 일부 지역 방송 | 일부 지역 방송 |
| 평일 09:45    | 기분 좋은 날               |           | 12          |                |                |
| 평일 10:40    | 우리말 나들이              |           | 전체 시청가 |                |                |
| 평일 18:05    | 오늘N                      | 중간 60초 | 12          | Live           | 일부 지역 방송 |
| 월 22:50      | 오은영 리포트 - 결혼지옥   | 중간 60초 | 15          |                |                |
| 화 21:00      | 이유 있는 공간 건축 여행자 |           | 12          |                |                |
| 화 22:20      | PD수첩                     |           | 전체 시청가 |                |                |
| 화 23:20      | MBC 100분 토론             |           | 전체 시청가 |                |                |
| 목 19:05      | 생방송 연금복권 720+       |           | 15          | Live           | Live           |
| 목 21:00      | 실화탐사대                 | 중간 90초 | 15          | 일부 지역 방송 | 일부 지역 방송 |
| 금 10:45      | 우리는 지역에 살아요       |           | 전체 시청가 |                |                |
| 토 07:20      | 건강의 재구성 썰록         |           | 12          | 일부 지역 방송 | 일부 지역 방송 |
| 토 08:30      | 탐나는 TV                  |           | 15          |                |                |
| 토 20:35      | 생방송 행복드림 로또 6/45  |           | 15          | Live           | Live           |
| 일 05:00      | MBC 네트워크 특선          |           | 전체 시청가 | 일부 지역 방송 | 일부 지역 방송 |
| 일 07:10      | MBC 다큐프라임             |           | 전체 시청가 |                |                |
| 일 08:35      | 엄마를 부탁해              |           | 전체 시청가 |                |                |
| 일 20:30      | 탐사기획 스트레이트        |           | 전체 시청가 |                |                |

### 어린이
| 방송 시간 | 제목                   |
| --------- | ---------------------- |
| 월 10:45  | 뽀뽀뽀 좋아좋아        |
| 화 10:45  | 헬로키즈 TV 생물도감 2 |
| 수 10:45  | 미정                   |
| 목 10:45  | 찾아가는 꾸러기교실    |

### 애니
| 방송 시간 | 제목                    |
| --------- | ----------------------- |
| 토 08:10  | 터닝메카드 갓           |
| 일 07:10  | 시크릿 쥬쥬 별의 보석 2 |
| 일 07:25  | 캡틴레오                |

### 스포츠 및 국회
| 방송 시간 | 제목           | 비고 |
| --------- | -------------- | ---- |
| 목 00:35  | 웰컴 투 스포츠 | Live |
| (평일)    | KBO 리그2025   | 일부 |
| (주말)    | KBO 리그2025   | 중계 |
| (휴일)    | KBO 리그2025   | Live |
| (평일)    | 국회           | Live |

### 뉴스
| 방송 시간          | 제목                | 자막, 음성다중, 수어방송 | 비고 |
| ------------------ | ------------------- | ------------------------ | ---- |
| 평일 06:00         | MBC 뉴스투데이      | 자, 다, 수               | Live |
| 1부 25분 2부 85분  | MBC 뉴스투데이      | 자, 다, 수               | Live |
| 토 07:00           | MBC 뉴스투데이      | 자, 다, 수               | Live |
| 평일 09:30         | 930 MBC 뉴스        | 자, 수                   | Live |
| 평일 12:00         | 12 MBC 뉴스         | 자, 수                   | Live |
| 평일 13:55         | MBC 2시 뉴스외전    | 자, 수                   | Live |
| 평일 16:55         | MBC 5시 뉴스와 경제 | 자, 수                   | Live |
| 평일 19:40         | MBC 뉴스데스크      | 자, 수                   | Live |
| (주말, 휴일 적용)  | MBC 뉴스데스크      | 자, 수                   | Live |
| (평일)             | MBC 뉴스데스크      | 자, 수                   | Live |
| 주말 19:55         | MBC 뉴스데스크      | 자, 수                   | Live |
| 중간광고 30초 포함 | MBC 뉴스데스크      | 자, 수                   | Live |
| 월 ~ 목 20:50      | MBC 스포츠뉴스      | 자, 수                   | Live |
| 금 20:40           | MBC 스포츠뉴스      | 자, 수                   | Live |
| 토 20:25           | MBC 스포츠뉴스      | 자, 수                   | Live |
| 일 20:30           | MBC 스포츠뉴스      | 자, 수                   | Live |
| 화, 목 00:30       | MBC 뉴스 25         | 자, 수                   | Live |
| 수 00:50           | MBC 뉴스 25         | 자, 수                   | Live |
| 목 00:15           | MBC 뉴스 25         | 자, 수                   | Live |
| 목 23:45           | MBC 뉴스 25         | 자, 수                   | Live |
| 토 01:00           | MBC 뉴스 25         | 자, 수                   | Live |
| 주말 11:55         | MBC 뉴스 (주말)     | 자, 수                   | Live |
| 일 07:00           | MBC 뉴스 (주말)     | 자, 수                   | Live |
| 무작위             | MBC 뉴스특보        | 자, 수                   | Live |

## 본사 및 지역 단위 계열사

### 수도권
- 본사 MBC TV

### 강원권
- 춘천MBC TV (강원특별자치도 영서 북부)
- 원주MBC TV (강원특별자치도 영서 남부)
- MBC강원영동 (강원특별자치도 영동)
  - MBC강원영동 강릉 TV (강원특별자치도 영동 북부)
  - MBC강원영동 삼척 TV (강원특별자치도 영동 남부)

### 충청권
- 대전MBC TV (대전광역시,세종특별자치시,충청남도 일원)
- MBC충북 (충북)
  - MBC충북 청주 TV (충북 남부)
  - MBC충북 충주 TV (충북 북부)

### 호남권
- 전주MBC TV (전북특별자치도)
- 광주MBC TV (광주광역시, 전남 동북부)
- 목포문화방송 (전남 서남부)
- 여수문화방송 (전남 동부)

### 대구·경북권
- 대구MBC TV (대구광역시 일원, 경북 남부)
- 안동MBC TV (경북 북부)
- 포항MBC TV (경북 동해안)

### 부산·울산·경남권
- 부산MBC TV (부산광역시 일원, 경남 동부 일부)
- 울산MBC TV (울산광역시 일원)
- MBC경남 (경남)
  - MBC경남 진주 TV (경남 서부)
  - MBC경남 창원 TV (경남 동부)

### 제주권
- 제주MBC TV (제주특별자치도)

## 방영 시간
| 요일 및 시간 분 | 01 | 02 | 03 | 04 | 05 | 06 | 07 | 08 | 09 | 10 | 11 | 12 | 13 | 14 | 15 | 16 | 17 | 18 | 19 | 20 | 21 | 22 | 23 | 24 | 비고 |
| --------------- | -- | -- | -- | -- | -- | -- | -- | -- | -- | -- | -- | -- | -- | -- | -- | -- | -- | -- | -- | -- | -- | -- | -- | -- | ---- |
| 월              | ●  | ○  | ○  | ○  | ●  | ●  | ●  | ●  | ●  | ●  | ●  | ●  | ●  | ●  | ●  | ●  | ●  | ●  | ●  | ●  | ●  | ●  | ●  | ●  |      |
| 화              | ●  | ○  | ○  | ○  | ●  | ●  | ●  | ●  | ●  | ●  | ●  | ●  | ●  | ●  | ●  | ●  | ●  | ●  | ●  | ●  | ●  | ●  | ●  | ●  |      |
| 수              | ○  | ○  | ○  | ○  | ●  | ●  | ●  | ●  | ●  | ●  | ●  | ●  | ●  | ●  | ●  | ●  | ●  | ●  | ●  | ●  | ●  | ●  | ●  | ●  |      |
| 목              | ●  | ○  | ○  | ○  | ●  | ●  | ●  | ●  | ●  | ●  | ●  | ●  | ●  | ●  | ●  | ●  | ●  | ●  | ●  | ●  | ●  | ●  | ●  | ●  |      |
| 금              | ●  | ●  | ○  | ○  | ●  | ●  | ●  | ●  | ●  | ●  | ●  | ●  | ●  | ●  | ●  | ●  | ●  | ●  | ●  | ●  | ●  | ●  | ●  | ●  |      |
| 토              | ●  | ●  | ●  | ○  | ●  | ●  | ●  | ●  | ●  | ●  | ●  | ●  | ●  | ●  | ●  | ●  | ●  | ●  | ●  | ●  | ●  | ●  | ●  | ●  |      |
| 일              | ●  | ●  | ●  | ○  | ●  | ●  | ●  | ●  | ●  | ●  | ●  | ●  | ●  | ●  | ●  | ●  | ●  | ●  | ●  | ●  | ●  | ●  | ●  | ●  |      |
| ● 방송, ○ 정파  |    |    |    |    |    |    |    |    |    |    |    |    |    |    |    |    |    |    |    |    |    |    |    |    |      |

## 같이 보기
- MBC 표준FM
- CBS 표준FM
- FEBC FM
- TBS eFM
- SBS TV
- MBN
- 퀴니
- 매직TV